# 吐噶喇群島群震 (2025年)
吐噶喇群島群震是日本鹿兒島縣十島村（吐噶喇群島）小寶島附近發生的群震。從2025年6月21日開始，當地觀測到了1000次以上的有感地震。

## 概要
2025年6月21日開始，吐噶喇群島逐漸有明顯的地震活動，截止到同年7月3日16時以前，總共發生了1,031次震度1以上的地震。最大規模的一次地震發生在7月2日15時26分，規模為Mj5.6（Mw5.7），並且同月3日16時13分在惡石島觀測到了最大震度6弱的地震，這是1994年後吐噶喇群島和十島村在同等觀測體制下首次觀測到6弱的震度。
吐噶喇群島本次群震的次數比前幾年都要大得多。最近幾次的群震發生在2021年和2023年，2021年總計有346次有感地震，2023年則有308次有感地震。

## 震源機制
熊本大學的海洋火山學家橫瀨久芳準教授根據海底地形和地震分佈推測，吐噶喇列島周邊可能有3條活斷層。2021年和2023年的群震是惡石島和小寶島之間的2條活斷層造成的，而這次的群震的主因則是小寶島和寶島之間最南端的活斷層活動。
另外，吐噶喇列島位於菲律賓海板塊向歐亞板塊隱沒的琉球海溝隱沒帶上，當菲律賓海板塊向下隱沒時，其板塊上多個海底山和海底高原持續擠壓歐亞板塊，導致斷層累積應力而引發地震。

## 主要地震列表
截止至2025年7月3日17時前最大震度4以上的地震列表。
| 發生年份 | 日期    | 發生時間 | 震央           | 震源深度 | 規模 | 最大震度 | 備註                 |
| -------- | ------- | -------- | -------------- | -------- | ---- | -------- | -------------------- |
| 2025年   | 6月22日 | 12時12分 | 吐噶喇群島近海 | 20km     | M4.5 | 震度4    |                      |
| 2025年   | 6月22日 | 17時15分 | 吐噶喇群島近海 | 20km     | M5.2 | 震度4    |                      |
| 2025年   | 6月23日 | 00時15分 | 吐噶喇群島近海 | 10km     | M3.6 | 震度4    |                      |
| 2025年   | 6月23日 | 23時36分 | 吐噶喇群島近海 | 20km     | M5.0 | 震度4    |                      |
| 2025年   | 6月24日 | 02時23分 | 吐噶喇群島近海 | 20km     | M4.9 | 震度4    |                      |
| 2025年   | 6月24日 | 16時04分 | 吐噶喇群島近海 | 20km     | M5.0 | 震度4    |                      |
| 2025年   | 6月29日 | 10時14分 | 吐噶喇群島近海 | 20km     | M4.7 | 震度4    |                      |
| 2025年   | 6月29日 | 16時12分 | 吐噶喇群島近海 | 30km     | M5.1 | 震度4    |                      |
| 2025年   | 6月29日 | 16時56分 | 吐噶喇群島近海 | 20km     | M4.0 | 震度4    |                      |
| 2025年   | 6月30日 | 12時36分 | 吐噶喇群島近海 | 20km     | M4.5 | 震度4    |                      |
| 2025年   | 6月30日 | 18時33分 | 吐噶喇群島近海 | 30km     | M5.1 | 震度5弱  |                      |
| 2025年   | 7月01日 | 06時49分 | 吐噶喇群島近海 | 20km     | M4.3 | 震度4    |                      |
| 2025年   | 7月01日 | 17時10分 | 吐噶喇群島近海 | 20km     | M4.7 | 震度4    |                      |
| 2025年   | 7月01日 | 20時22分 | 吐噶喇群島近海 | 20km     | M4.3 | 震度4    |                      |
| 2025年   | 7月02日 | 04時32分 | 吐噶喇群島近海 | 30km     | M5.0 | 震度5弱  |                      |
| 2025年   | 7月02日 | 09時06分 | 吐噶喇群島近海 | 10km     | M4.4 | 震度4    |                      |
| 2025年   | 7月02日 | 09時10分 | 吐噶喇群島近海 | 10km     | M3.5 | 震度4    |                      |
| 2025年   | 7月02日 | 09時14分 | 吐噶喇群島近海 | 10km     | M4.2 | 震度4    |                      |
| 2025年   | 7月02日 | 14時22分 | 吐噶喇群島近海 | 20km     | M4.5 | 震度4    |                      |
| 2025年   | 7月02日 | 14時51分 | 吐噶喇群島近海 | 極淺     | M5.1 | 震度4    |                      |
| 2025年   | 7月02日 | 15時26分 | 吐噶喇群島近海 | 10km     | M5.6 | 震度5弱  | 最大規模的地震       |
| 2025年   | 7月02日 | 16時17分 | 吐噶喇群島近海 | 20km     | M5.1 | 震度4    |                      |
| 2025年   | 7月03日 | 06時51分 | 吐噶喇群島近海 | 20km     | M4.4 | 震度4    |                      |
| 2025年   | 7月03日 | 14時31分 | 吐噶喇群島近海 | 30km     | M4.5 | 震度4    |                      |
| 2025年   | 7月03日 | 15時11分 | 吐噶喇群島近海 | 30km     | M4.6 | 震度4    |                      |
| 2025年   | 7月03日 | 15時18分 | 吐噶喇群島近海 | 30km     | M4.6 | 震度4    |                      |
| 2025年   | 7月03日 | 15時35分 | 吐噶喇群島近海 | 30km     | M4.2 | 震度4    |                      |
| 2025年   | 7月03日 | 16時13分 | 吐噶喇群島近海 | 20km     | M5.5 | 震度6弱  | 觀測到最大震度的地震 |

## 政府反應
日本氣象廳在同年7月2日下午緊急召開了記者會，表示本次群震的原因尚不明並且無法預測什麼時候結束，未來需要注意可能還會發生震度5強左右的地震。
十島村在7月3日觀測到了震度6弱的地震後，對惡石島全境的80人發布了避難指示，但由於沒有建築物損壞當天便解除了公告。之後則有13位惡石島當地居民希望離開，並於7月4日由渡輪接到鹿兒島市避難。
7月3日，鹿兒島縣政府認定本次地震受影響的十島村適用災害救助法。

## 民間謠傳
2016年熊本地震和2024年能登半島地震前，吐噶喇群島也觀測到了群震，因此社群網站上傳出了「吐噶喇法則」並出現了這次地震亦為大地震前兆的言論。熊本大學準教授橫瀨久芳則否定這一說法，認為熊本地震和能登半島地震前，吐噶喇群島發生的群震只是巧合，沒有科學證據指向群震和大地震有關聯，吐噶喇群島雖然地震頻繁，但規模相對較小，會誘發南海海槽特大地震等地震的可能性非常低。

## 外部連結
- トカラ列島近海を震源とする地震による被害状況等 - 鹿兒島縣